# عزيز أباد (قشلاق الشرقي)
عزیز أباد (بالفارسية: عزیزآباد) هي منطقة سكنية تقع في إيران في أردبيل. يقدر عدد سكانها بـ 168 نسمة .